# Astrocaryum sciophilum

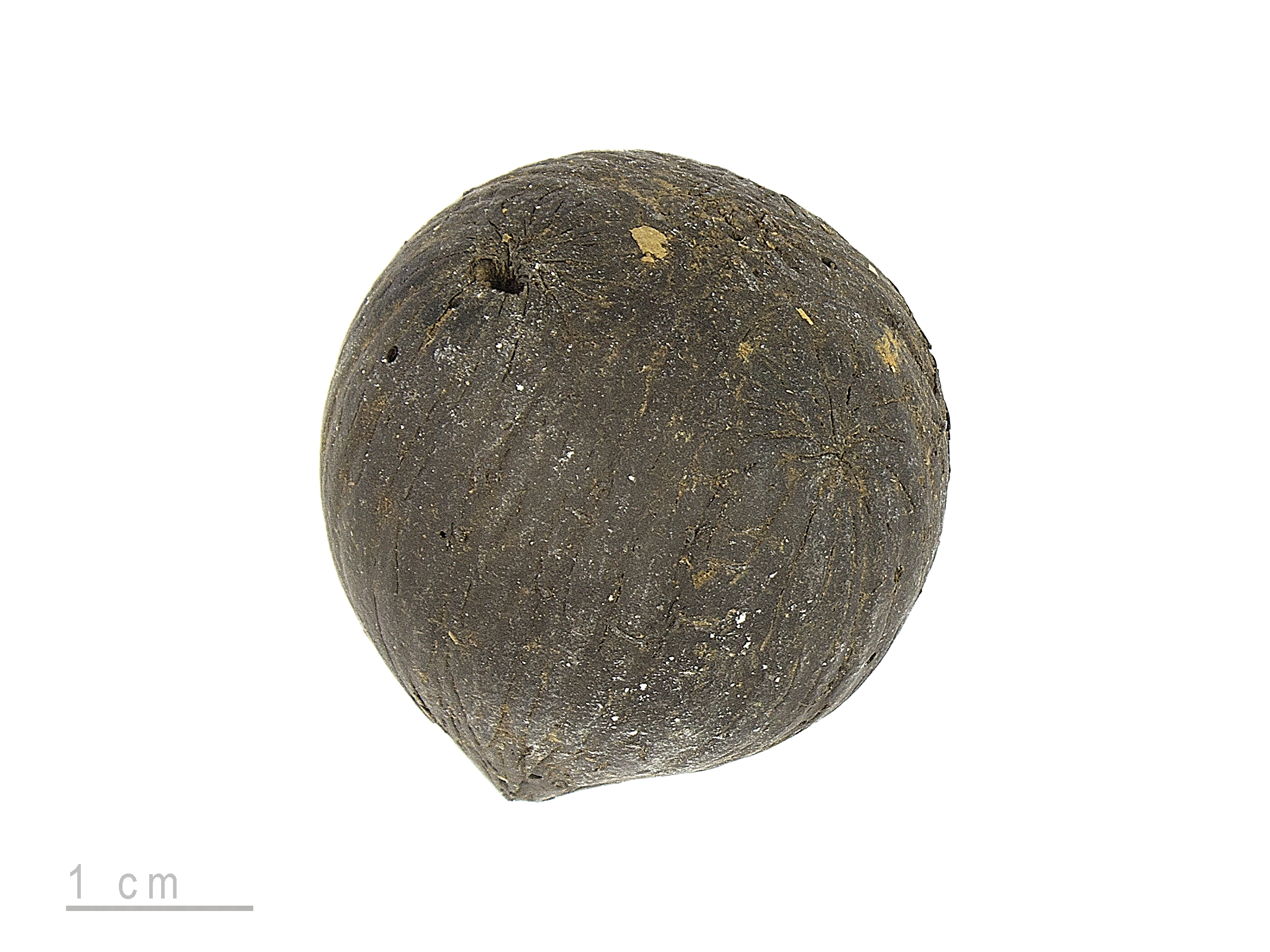
Astrocaryum sciophilum

Astrocaryum sciophilum là loài thực vật có hoa thuộc họ Arecaceae. Loài này được (Miq.) Pulle mô tả khoa học đầu tiên năm 1906.